# Jerzyska (gromada)
Jerzyska – dawna gromada, czyli najmniejsza jednostka podziału terytorialnego Polskiej Rzeczypospolitej Ludowej w latach 1954–1972.
Gromady, z gromadzkimi radami narodowymi (GRN) jako organami władzy najniższego stopnia na wsi, funkcjonowały od reformy reorganizującej administrację wiejską przeprowadzonej jesienią 1954 do momentu ich zniesienia z dniem 1 stycznia 1973, tym samym wypierając organizację gminną w latach 1954–1972.
Gromadę Jerzyska z siedzibą GRN w Jerzyskach utworzono – jako jedną z 8759 gromad – w powiecie węgrowskim w woj. warszawskim, na mocy uchwały nr VI/10/22/54 WRN w Warszawie z dnia 5 października 1954. W skład jednostki weszły obszary dotychczasowych gromad Brzóza, Jerzyska, Łojki, Łosiewice i Szumin-Wywłoka ze zniesionej gminy Łochów w tymże powiecie. Dla gromady ustalono 14 członków gromadzkiej rady narodowej.
Gromadę zniesiono 31 grudnia 1959, a jej obszar włączono do gromady Łochów w tymże powiecie.